# 搜狗问问
搜狗问问（原“搜搜问问”）是由腾讯旗下的搜索引擎搜搜研发的网络互问互答社区。QQ用户使用QQ号可以登录搜狗问问，然后向他人提出问题或回答他人提出的问题。搜狗问问设有经验值和积分，用户通过提问和回答问题可以得到积分，而如果违反规定则会被扣除积分。积分可以用来悬赏他人以吸引他人回答问题，经验值可以用于提升用户等级。

## 整合
腾讯注资新搜狗后，搜狗问答（前网页：https://web.archive.org/web/20130821074152/http://wenda.sogou.com/ )被移除，搜搜问问（前网页：http://wenwen.soso.com/ （页面存档备份，存于） )改名为搜狗问问（前网页：http://wenwen.sogou.com/ （页面存档备份，存于） )。 由搜搜团队与搜狗团队整合经营。